# Relictithismia
 (mars 2024).
Genre
Espèce
Relictithismia kimotsukiensis est un genre monotypique de plantes à fleurs de la famille des Thismiaceae (parfois intégrée à la famille des Burmanniaceae).
Relictithismia kimotsukiensis, connue sous le nom vernaculaire de « chandelier du blaireau », est la seule espèce connue attribuée à ce genre,,,,,.
Cette plante, qui est mycohétérotrophe,,, est actuellement classée comme en danger critique d’extinction selon les critères de l’UICN. On en compte à peine 50 individus,,.
Le genre Relictithismia se distingue de l’espèce proche Haplothismia (en) par plusieurs caractéristiques. En effet, Relictithismia possède des fleurs solitaires, avec un anneau et des anthères largement séparées,,,. À l’inverse, chez Haplothismia, on observe de 2 à 6 fleurs portées sur des pseudoracemes, sans anneau,,,.

## Étymologie
Le nom du genre Relictithismia est formé à partir de deux mots latins : relictus, qui signifie « abandonné », et Thismia, un nom générique. Par ailleurs, l’appellation spécifique kimotsukiensis fait référence au lieu de découverte de l’espèce, à savoir le mont Kimotsuki,.

## Distribution
Cette espèce est uniquement identifiée dans la région spécifique des montagnes Kimotsuki, située dans la préfecture de Kagoshima, sur l’île de Kyūshū, au sud du Japon,,,,.

## Phénologie
Des spécimens en phase de floraison, ainsi que des spécimens portant des fruits non mûrs ont été repérés et collectés en juin.